# Palacios Donà
Los palacios Donà son un conjunto de edificios históricos italianos situados en el sestiere o barrio de Castello de Venecia, en el campo Santa Maria Formosa y junto a la casa Venier.

## Historia
El conjunto está formado por tres construcciones edificadas en la calle longa Santa Maria Formosa entre los siglos XV y XVI por encargo de la antiquísima familia de origen romano Donà, en cuyas fachadas principales se situó el escudo familiar.
Las fachadas estaban decoradas con frescos de motivos mitológicos obra del pintor Santo Zago, hoy desaparecidos.
Actualmente, los edificios se encuentran en buenas condiciones y se utilizan como oficinas de uso público de la Administración, aunque hubo intención de venderlos, y como residencias particulares.

## Descripción
El grupo presenta tres palacetes con tres fachadas en estilos independientes, ejemplo de las variantes del gótico veneciano, ya sean en su manifestación más antigua del siglo XV o de la más moderna del siglo XVI.

### Palacio de la izquierda
Este edificio tiene dos fachadas de estilo similar: una hacia el puente de Borgoloco, mirando a la plaza de Santa Maria Formosa, y otra frente al canal.
Presenta elementos renacentistas con algunos residuos de gótico tardío. La fachada principal está aligerada con dos cuadríforas superpuestas con balcones que sobresalen. Los capiteles de la primera planta son jónicos y los de la segunda corintios.
A ambos lados se abren dos ventanas. La fachada que da al canal posee dos portones, cuyo central, siguiendo el proyecto, está decorado con una máscara situada en la clave del arco. Por encima se sitúa una trífora y más arriba una serliana renacentista.

### Palacio central
Esta construcción, de grandes dimensiones, se edificó siguiendo las pautas del estilo gótico tardío. Su estructura se articula en torno a tres plantas. 
A nivel del terreno se abren tres puertas da acceso, con un portón principal, a la derecha, coronado con un arco y un escudo heráldico central. 
En el primer piso se desarrolla una polífora de cuatro huecos con arco apuntado de tres lóbulos en el intradós. En la segunda y tercera planta se repiten los esquemas, simplificándose la fórmula de abajo arriba.

### Palacio de la derecha
Aunque es el edificio más pequeño del conjunto, es el más antiguo y el de mayor interés arquitectónico. Está datado en 1460 y representa la transición de las fromas góticas a las renacentistas.
La casa muestra elementos representativos del estilo gótico veneciano, y destaca especialmente el arco y el bajorrelieve del portón principal de entrada. El entresuelo, algo más alto de lo corriente, posee la peculiaridad de albergar una trífora de tres lóbulos realizada con piedra caliza amarilla de los montes Béricos de Vicenza.
En la primera planta principal se abre una ventana múltiple, en cuyo lateral derecho, visto desde la plaza, se abre una ventana simple o monófora, todas ellas rodeadas por un marco dentado trilobulado en el intradós coronado con florones.
En la segunda planta, aparentemente más sobria, sobresale una cuadrífora completada por dos monóforas en el mismo estilo, con molduras renecentistas que superan ya el modelo gótico anterior.
En el interior, el palacio cuenta con un pozo y una escalera original gótica.